# Монотипия (искусство)
Моноти́пия (др.-греч. µóνος — один, единственный, др.-греч. τυπος — изображение, отпечаток) — разновидность графического искусства и техники печатной графики, не являющейся гравюрой. Изображение в этой технике наносится художником кистью масляной или типографской краской на плоскую металлическую пластину, с которой производится печать на увлажнённую бумагу под давлением на офортном станке. Произведениям, выполненным в технике монотипии, присущи плавность и мягкость очертаний форм. Гравирование в технике монотипии отсутствует, так же, как и возможность тиражирования. Печатная форма остаётся плоской, с неё можно получить только один качественный отпечаток (отсюда название), второй получается бледным. После печати краска смывается и художник может использовать металлическую пластину вторично, но для иного изображения.
Характерная особенность монотипии — мягкость тональных переходов, размытость контуров, ощущение свободного мазка, подобного живописи. Во многих случаях монотипия напоминает акварель по влажной бумаге. Монотипия может быть чёрно-белой или цветной. В последнем случае используют типографские или обезжиренные масляные краски, а также печать на цветную бумагу.

## История монотипии
Изобретение монотипии приписывается итальянскому художнику и гравёру Джованни Бенедетто Кастильоне (1609—1664). На рубеже XIX—XX веков в технике монотипии работал английский поэт, рисовальщик и гравёр Уильям Блейк.
Французский художник Эдгар Дега (1834—1917) использовал для монотипии темперные краски («Концерт в кафе „Амбасадор“»). Монотипией занимались многие французские художники: Камиль Писсарро, Поль Гоген, Пьер Боннар, Анри Матисс.
В России монотипия появилась благодаря художнице Елизавете Кругликовой. С 1895 года Кругликова жила в Париже, в 1909—1912 годах самостоятельно изучила технику цветного офорта и экспериментировала с техниками акватинты, мягкого лака и монотипии, по сути дела возродив эту полузабытую область печатной графики. Составила учебное пособие. В 1922—1929 годах Кругликова преподавала графику на полиграфическом факультете в Академии художеств в Ленинграде.
В ХХ столетии к монотипии эпизодически обращались многие российские художники. Ученик Е. С. Кругликовой, художник Ю. П. Великанов в 1932 году создал ряд монотипий, которые отражали строительство электростанций на реке Свирь. Художники экспериментируют с различными красками, клеями, поверхностями из разных материалов с разнообразными фактурами, используют для оттисков не только краски, но и листья деревьев, травы, цветы, и даже разные предметы. Из современных художников технику монотипии использует Николай Мишуста, А. Ш. Шелест, Арина Даур, Юрий Штапаков и многие другие.
В 2006 году в Москве состоялась выставка «Монотипия в России. XX век» из собрания ГМИИ им. А. С. Пушкина, в 2011 году прошли выставки монотипий из собрания Государственного Русского музея в Инженерном замке в Санкт-Петербурге, и в Москве в Музее современного искусства «Гараж».
В Санкт-Петербурге, начиная с 2006 года регулярно проводятся Международные фестивали монотипии. VIII Международный фестиваль монотипии под названием «Смотреть и видеть» в 2019 году привлек более 80 художников из разных стран.

## Фрактальная монотипия
Фрактальная монотипия — естественный фрактал на акриле Glue 1
В 1981 году в городе Кохтла-Ярве впервые была проведена выставка монотипий эстонской художницы-акварелистки Леа-Тути Лившиц. Художница назвала свои монотипии — «стохатипиями». Стохастический (от греч. στοχαστικός — умеющий угадывать) — случайный, спонтанный. Сто́хатипия (англ. stochastic monotype) — разновидность монотипии, изображение, состоящее из случайно возникающих, стохастических фракталов (лат. fractus — дроблёный, сломанный, разбитый) — множеством, обладающих свойством самоподобия, фигур, в которых, благодаря ассоциативному мышлению, могут угадываться различные очертания, формы и предметы. Поэтому стохатипию называют также фрактальной монотипией. Для создания подобных изображений существуют специальные компьютерные программы. Фрактальная природа спонтанных монотипий была описана в 2000 году независимо друг от друга химиком В. М. Лившицем и математиком В. В. Скворцовым. Ими же был предложен и термин «фрактальная монотипия».
В терминологии эстетики постмодернизма стохатипию относят к фрактальному искусству (англ. Fractal art), а также к одному из видов эволюционного искусства (англ. Evolutionary art). Стохатипии бывают двух типов: оригинальные и адаптированные (дорисованные) художником соответственно его замыслу.

## Монотипия в психологии и педагогике
В психологии и педагогике технику монотипии используют для развития воображения у детей старшего дошкольного возраста. Однако во многих подобных случаях понятие монотипии неправомерно отождествляют с другим: акватипией, иной, хотя и внешне схожей техникой.